# 호세 에르난데스 (야구 선수)
호세 안토니오 에르난데스 피게로아(José Antonio Hernández Figueroa, 1969년 7월 14일 ~ )는 전 메이저 리그 베이스볼 내야수이자 현 메이저 리그 볼티모어 오리올스의 코치이다.
통산 15시즌을 뛰면서 1408경기 타율 .254, 159홈런, 563타점을 기록했다. 2002년 MLB 올스타에 선정되었고 1991년 내셔널 리그 챔피언인 애틀란타 브레이브스의 일원이었다.